# Maastricht (geologi)
| Krita 145 – 66 miljoner år före nutid | Krita 145 – 66 miljoner år före nutid | Krita 145 – 66 miljoner år före nutid | Krita 145 – 66 miljoner år före nutid |
| Period (System)                       | Epok (Serie)                          | Ålder (Etage)                         | Miljoner år sedan                     |
| ------------------------------------- | ------------------------------------- | ------------------------------------- | ------------------------------------- |
| Paleogen                              | Paleocen                              | Dan                                   | senare                                |
| Krita                                 | Yngre krita                           | Maastricht                            | 72–66                                 |
| Krita                                 | Yngre krita                           | Campan                                | 84–72                                 |
| Krita                                 | Yngre krita                           | Santon                                | 86–84                                 |
| Krita                                 | Yngre krita                           | Coniac                                | 90–86                                 |
| Krita                                 | Yngre krita                           | Turon                                 | 94–90                                 |
| Krita                                 | Yngre krita                           | Cenoman                               | 100–94                                |
| Krita                                 | Äldre krita                           | Alba                                  | 113–100                               |
| Krita                                 | Äldre krita                           | Apt                                   | 125–113                               |
| Krita                                 | Äldre krita                           | Barreme                               | 129–125                               |
| Krita                                 | Äldre krita                           | Hauterive                             | 133–129                               |
| Krita                                 | Äldre krita                           | Valangin                              | 140–133                               |
| Krita                                 | Äldre krita                           | Berrias                               | 145–140                               |
| Jura                                  | Yngre jura                            | Tithon                                | tidigare                              |

Maastricht är en geologisk tidsålder som varade för cirka 72–66 miljoner år sedan, under perioden krita. Åldern är uppkallad efter den nederländska staden Maastricht. Den utgör den sista åldern eller översta etagen inom Yngre krita.
Maastricht-tiden var den sista tidsåldern med stora landlevande dinosaurier. Ålderns slut definieras av ett tunt lager med förhöjd halt av grundämnet iridium, vilket anses vara resultat av ett asteroidnedslag som bildade Chicxulubkratern och troligen orsakade ett stort utdöende vid övergången till kenozoikum (se Krita–tertiär-gränsen). 
I Sverige finns avlagringar från maastricht-tiden i Skåne. I Malmö-Ystad-bäckenet är maastricht-lagret upp till 700 meter tjockt. I Kristianstadsbäckenet finns Åhussandsten från maastricht med dinosauriefossil.